# Slatina (gmina Ub)
Slatina (cyr. Слатина) – wieś w Serbii, w okręgu kolubarskim, w gminie Ub. W 2011 roku liczyła 345 mieszkańców.